# Plastifizieren (Beschichten)
Unter Plastifizieren versteht man das Beschichten eines Gegenstands mit einer Schutzschicht aus Kunststoff.
Metallgegenstände und Drähte z. B. werden (v. a. aus Kostengründen) plastifiziert, statt sie zu verzinken oder zu lackieren, um sie vor Rost zu schützen.
Plastifiziert wird mit Extrudermaschinen, in denen plastifizierte, also thermisch weichgemachte Kunststoffe das Werkstück als Kern umhüllen.